# Olivier Dussopt
Olivier Dussopt (ur. 16 sierpnia 1978 w Annonay) – francuski polityk i samorządowiec, deputowany, sekretarz stanu oraz minister delegowany, a w latach 2022–2024 minister pracy, zatrudnienia i integracji, lider ugrupowania Territoires de progrès.

## Życiorys
Absolwent Instytutu Nauk Politycznych w Grenoble, uzyskał następnie dyplom ukończenia wyższych studiów specjalistycznych (DESS). Działał w Partii Socjalistycznej. W latach 2002–2006 był asystentem Michela Testona, senatora i przewodniczącego rady departamentu Ardèche. W latach 2006–2008 zasiadał w radzie regionu Rodan-Alpy. Od 2008 do 2017 pełnił funkcję mera rodzinnej miejscowości. Od 2014 był przewodniczącym APVF, stowarzyszenia małych miejscowości we Francji.
W 2007 po raz pierwszy uzyskał mandat deputowanego do Zgromadzenia Narodowego. Z powodzeniem ubiegał się o reelekcję w wyborach w 2012, 2017 i 2022.
W ramach PS uchodził za stronnika Manuela Vallsa. W listopadzie 2017 dołączył do rządu Édouarda Philippe’a, w którym objął stanowisko sekretarza stanu przy ministrze do spraw wydatków publicznych. Przejście na stronę prezydenta Emmanuela Macrona skutkowało utratą członkostwa w Partii Socjalistycznej.
W lipcu 2020 w gabinecie, na czele którego stanął Jean Castex, został powołany na ministra delegowanego przy ministrze gospodarki, finansów i odnowy gospodarczej; powierzono mu sprawy rachunków publicznych. Współtworzył ruch Territoires de progrès, skupiający lewicowych stronników prezydenta. W 2021 został wybrany na przewodniczącego tego ugrupowania. Kierował nim do 2025, po czym został honorowym przewodniczącym tej formacji.
W maju 2022 w powołanym wówczas rządzie Élisabeth Borne objął urząd ministra pracy, zatrudnienia i integracji. Utrzymał tę funkcję także przy rekonstrukcji gabinetu z lipca 2022. Zakończył urzędowanie w styczniu 2024.